# トヨタカローラ青森
トヨタカローラ青森株式会社（トヨタカローラあおもり）は、青森県青森市に本社を置き、トヨタ社製乗用車を取り扱う自動車販売会社。

## 概要
青森県津軽地方においてトヨタカローラ店を展開している。
- なお、青森県三八上北・下北の各地方はトヨタカローラ八戸（塚原グループ系）のエリアである。

## 沿革
- 1962年3月14日 - パブリカ青森として設立。
- 1969年3月 - トヨタカローラ店へのチャンネル名変更に伴い、トヨタカローラ青森に商号変更。
- 2020年2月 - 新店舗として青森市浜田に青森中央店を新設。

## 拠点
- 本社・流通団地店 - 青森市野木字野尻61-4
- 青森中央店 - 青森市大字浜田字玉川246-1
- 佃店 - 青森市南佃2-27-21
- 西滝店 - 青森市三内字稲元90-1
- ベイブリッジ店 - 青森市沖館3-1-65
- 城東店 - 弘前市外崎4-1-2
- 桔梗野店 - 弘前市桔梗野2-4-1
- 神田店 - 弘前市神田3-3-13
- 黒石店 - 黒石市中川字篠村35-1
- 柏店 - つがる市柏鷺坂清留4-14

中古車拠点
カーチョイス青山 - 弘前市青山4-22-1

## 青森県内の他のトヨタ車販売店
トヨタ小野グループ系
- 青森トヨタ自動車（トヨタ店）
- 青森トヨペット（トヨペット店）
- ネッツトヨタ青森（ネッツ店：旧トヨタオート青森）

塚原グループ系
- トヨタカローラ八戸（トヨタカローラ店）
- ネッツトヨタみちのく（ネッツ店：旧トヨタビスタ青森）